# 妖怪人間ベム (テレビドラマ)
『妖怪人間ベム』（ようかいにんげんベム）は、2011年10月22日から12月24日まで、日本テレビ系列『土曜ドラマ』枠で放送された日本のテレビドラマ。テレビアニメ『妖怪人間ベム』を原作とするが、実写化作品でありオリジナルの要素も含まれている。2012年にはこの実写ドラマの劇場版として映画化され、12月15日に公開された。

## 概要
ベム役にはKAT-TUNの亀梨和也が、ベラ役には杏が、ベロ役には子役の鈴木福が起用されたほか、ドラマオリジナルキャラクターとして北村一輝が出演している。ナレーションはアニメ第1作でベムを演じた小林清志が担当していた。
脚本は2010年4月期に同枠で放送された『怪物くん』を手がけた西田征史が担当した。また、亀梨は『ヤマトナデシコ七変化』（TBS系）以来1年9か月ぶりの連続ドラマ主演であり、同局では『神の雫』以来で、この枠での主演は『1ポンドの福音』以来、秋クール放送のドラマ主演は、『たったひとつの恋』以来5年ぶりとなる。初回と最終回は15分拡大して22:09まで放送。
妖怪人間ベムシリーズ初の完全地上デジタル放送でもある。実際の俳優が演じているため、ベム・ベラ・ベロの人間態の姿はより人間に近いものとなっている。妖怪態の姿はアニメに近いが、ベムの両肩には鋭利な突起があり、体格以外でのベロとの個別化がされている。
オープニングの映像ではアニメ第1作のアバンタイトル表示前に毎回放映されていた映像が実写でほぼ忠実に再現されている（ベムが窓際で咆哮をあげたり、ベロがフラスコを握りつぶすシーンもほぼ同じ）。ただし画面を引き裂くシーンがアニメではベロの役目だったのに対し、本作品ではベムの役目となっている。
また、アニメ第1作の実質的な主人公がベロだったのに対し、本作品ではベムが名実ともに主人公となっており、アニメでは控えめだったベムの露出が本作品では大幅に増やされている。
本作品は、第49回ギャラクシー賞マイベストTV賞第6回グランプリ、日刊スポーツ・ドラマグランプリを受賞したほか、演技を評価されメインキャストは第71回ザテレビジョンドラマアカデミー賞主演男優賞、同助演女優賞など数々の賞を受賞した。
キャッチコピーは「はやく人間になりたい」。

## あらすじ
ある実験により1つの細胞が分裂して生まれた、三人の“妖怪人間”ベム・ベラ・ベロ。彼らは、人間に勝るとも劣らぬ優しい心を持っているにもかかわらず、その醜い容姿ゆえに人間から迫害され続け、人間になる方法を探し求め数十年間に渡って街から街へとさすらい続けてきた。
そして、とある街でベムたちは夏目という刑事と出会う。朴訥な優しさを持つ夏目や、彼の家族とのふれあいにより、久しく忘れていた心の温もりを感じるベムたち。だがこの街の影では、奇妙な力で人間の悪意を増幅させ、犯罪に走らせる謎の男が暗躍していた。

## 登場人物

### 妖怪人間
緒方博士が人造人間の製造時に絶命してしまい、研究途中で偶然生まれ出た生命体。名前のない男（後述）と相反する「善の心」のみを持っており、本能的に人間を守る側の生命体として活動する。不老不死の肉体を持ち永い時（恐らく太平洋戦争の前後から）を過ごして生きてきたが、妖怪人間ゆえに精神年齢は生まれた時から変わらない（この設定は2006年版と同じである。ベロは子供の精神年齢から変わらない）。人間態では頭部に瘤状の角や鱗状の皮膚があり（それぞれ帽子、髪飾り、ゴーグルで隠している）、肩の周辺の皮膚が鱗のようになっていることを除けば、見かけは全く人間と変わらない。しかし怒りや悲しみ、喜びであっても感情が高ぶると妖怪人間の姿に戻ってしまい、特にベロは少し驚いただけでも戻ってしまう。
身体能力は人間をはるかに上回り、人間態の時も並外れた跳躍力や怪力を発揮できる。特に跳躍力が優れており、高所からの着地（高層ビルのからの落下など）も難なく対処でき、深い傷を負ったり拳銃で撃たれても一瞬で治癒する回復力もある。しかしそれらの能力はベムたちにとっては人間との壁を作る苦痛な代物でしかない。
ベム
演 - 亀梨和也（KAT-TUN）
人間形態は帽子を被った銀髪の青年。寡黙で無愛想な性格だが、どのような人間にも優しく接し、いつか人間になれる日を夢見て流浪の旅を続ける。
助けを必要とする人間を見過ごすことは出来ず、それを忘れてしまうと本当の妖怪になってしまうと語る。人間になった時に困るからと、箸の持ち方などの人間の行儀作法をベロに教える。
アニメ版のような重厚な人格はなりを潜めているが、自身の存在や他者との関係に思い悩んだり敵対する相手に熱く語りかけたりするなど、常に超然としていたアニメ版とは異なり人間味の強い人物として、演じる亀梨の若さを逆手に取った演出がされている。
自分たちの正体を知りながらも受け入れてくれた夏目に強い信頼と友愛を寄せ、東郷への復讐を果たそうとする夏目を止めるため、「ただの妖怪になっても構わない」と夏目の代わりに東郷を殺そうとする。
名前の無い男＝「悪」を受け入れ人間になることを悩んだ末に拒否する。廃研究所で名前の無い男を倒し、夏目の眼前で燃え盛る炎の中にベラ・ベロと共に消えていく。
聴覚に優れ、杖を打ち鳴らし意識を集中させることで（杖はソナー機能代わりだと思われる）遠くの出来事を察知出来る。
ベラ
演 - 杏
人間形態は髪飾りを着け青いドレスを着た女性。左手首に巻いた鞭を自在に操れる。
過去に迫害された経験から人間は冷酷で信用ならないと考え、人間と関わることに否定的。何事にも厳しくすぐ激高する面もあるが、仲間を思いやる温かい心を持ち、自分のことも省みず人助けに命を懸けるベムには毎回文句を言いながらも力を貸す。ぶっきらぼうで愛想がない言動が多いが、「いいと思った相手」には一途であると語り、小春のことは何かと気にかけている様子である。また、人間になった暁には恋をしてみたいとも語っており、6話ではひょんなことで出会った大久保に惹かれる描写がある。
視覚に優れ、集中すると遥か彼方で起きた出来事を察知し、視界に入ったからという理由で人助けすることも多い。ベムの聴覚と同じく数キロ先まで探知出来る。
演じた杏はベラに成りきるために衣装選び、メイクなどに気を使い、アニメ版と一番変更点が少ないキャラである（劇場版パンフレットより）。
ベロ
演 - 鈴木福
人間形態はゴーグルとポーチを着用した6歳の少年。特技は頭突き。早く人間になりたいと強く望んでおり、純粋に人間と交流を持ちたがる。「思い出を作りたい」という意識から、昔から色々なおもちゃを集めている。夏目家の人々を心底から慕い、夏目を「パパさん」と呼ぶ。
生まれた時から数十年間ずっと、容姿も心も6歳程度の子供のまま。正体を隠そうという意識も乏しく、今の子供が使わないような古臭い表現（「がってんしょうちのすけ」など）を口にしたり、正体をばらしかねない発言をしそうになってはベムとベラを慌てさせる。そのせいで今ひとつベムとベラに信頼されていない点は気にしているようで、単独で事件に首を突っ込んだりする。しかしその無邪気で純粋な言動は、二人の心をしばしば和ませる。
劇場版では初恋をし、相手の女の子から「お婆ちゃんになっても友達でいてね」と言われ、歳をとれないという自身のコンプレックスが浮き彫りになる。
嗅覚に優れ、遠くの匂いを嗅ぎ分ける能力を持つが、ベムやベラの能力のように遠隔地の対象を具体的に検知せず当人にたどり着いて認識することが多い。ベムが対象を絞った後にベロの嗅覚に頼る場面もあり、狭い範囲ではむしろ有効に働くようである。

### 夏目家
ベムたちの数少ない理解者である家族。爆破事件で長男の誠を亡くしている。刑事である章規が怪事件に巻き込まれる度に3人の姿を目撃し、次第に人間のために戦う妖怪人間の素性を知っていく。家族ぐるみでベムたちに温かく接し、最終回で章規以外も変身態を目撃するが、ベムたちに対する信頼は変わらなかった。数年後に再会したのが劇場版である。
夏目 章規（なつめ あきのり）
演 - 北村一輝
浅津署の刑事。職業柄、つい人を疑い詮索してしまう癖があるが本質はお人好しで、自分を犠牲にしてでも困っている人を放っておけない心優しい人物。
警察の激務のため泊り込みになる日も多く、家にいる時だけは良き家庭人であろうと努めている。出会った当初はベムたちを「ちょっと変わった若夫婦とその子供」だと思っていたが後に正体を知ることとなり、最初は彼らを恐れ拒絶する。しかし、自分が何度も危機を救われていたことや、3人の妖怪人間たちの人間よりも人間らしい心に触れていたことで考えを改め、彼らの良き理解者となる。
物語終盤で、5年前に亡くなった息子の誠の死の真相を知り、誠を死なせた東郷を怒りのままに殺そうとする。ベムの決死の行動によりギリギリのところで復讐を思いとどまったが、己の中の恐ろしい一面を垣間見たことから刑事を続けていくか否かで悩んだ末、もう少し刑事を続けてみようと決心する。この事件を経て本当の意味で誠の死と向き合い立ち直る切っ掛けが出来たようで、すべての元凶である名前の無い男に対しても、怒りに任せて殺そうとはしなかった。
ベムたちが姿を消した後、追跡中の犯罪者から襲われるも何者かに救われ、ベムの生存を確信し笑顔を見せる。
後に劇場版で偶然ベムたちと再会を果たし、以前同様彼らと行動を共にする。
夏目 菜穂子（なつめ なほこ）
演 - 堀ちえみ
夏目の妻。家族を第一に考える母性溢れる女性。お互いを「章ちゃん」「菜穂ちゃん」と呼び合い、新婚時代と変わらないほど夫婦仲が良いが、失った息子への想いは未だに癒えていなかった。しかし、優以の心情を知り立ち直る。
夏目夫妻は何れも誠を5年前の爆発事故で亡くなり、その死から完全に立ち直れずにいたが、優以の心情で立ち直ることができた。
夏目 優以（なつめ ゆい）
演 - 杉咲花（幼少期：小西舞優）
夏目の娘。男の子にいじめられていたベロを助けたことで妖怪人間と出会う。
くじけそうになると、「辛い時こそチョコレートは甘い」という父の言葉を思い返し、苦しさに負けずに頑張れば幸せが訪れた時に何倍も喜べるとベムたちに語る。ベロのお姉さん的な立場になることも多い。
両親が誠の死から完全に立ち直れていないことを以前から察しており、「無理して笑わないで欲しい」とそれまで言えなかった心情を吐露し、誠が弾いていたピアノを始める。
夏目 誠（なつめ まこと）
演 - 林遼威
夏目の息子。優以の兄。ピアノが上手く、お小遣いを貯めてチョコレートを家族に渡す。相手の立場に立って物事を考えられる心優しい少年だったが5年前の爆発事故で亡くなる。

### 緒方家
ベムたちや妖怪人間のルーツである緒方晋作博士の子孫たちだが、本人たちは何も知らない。夏目家とも親交が深く同じくベムたちの協力者である。最終回で変身態を見た後、劇場版で再会。素性を知り今度はベムたちが人間になるための協力をする。
緒方 浩靖（おがた ひろやす）
演 - あがた森魚
大学教授で、生物学の権威。ベムが持っているステッキと似たものを所持しているがあまり大切に扱っていない（物干し竿として使っていた）。妖怪人間たちを探偵であると思っており、ステッキの成分の解析をするなど良き協力者となる。
緒方 小春（おがた こはる）
演 - 石橋杏奈
浩靖の孫。祖父が飼っているリスザルの「永太郎」が苦手だったが最終回で克服。
両親が海外赴任中で、母に悩みを相談することも出来ず、学校では人間関係に悩んでいたが、ベラの厳しくも温かい言葉で内にこもることをやめ、自分の思いを外へ発散出来るようになる。その出来事以降は仲良くなり、ベラと同性の友達のような関係になる。思索にふけり夜の散歩をするのが趣味。
町村 日出美（まちむら ひでみ）
演 - 広田レオナ
緒方家の家政婦。小春の悲鳴を聞いただけで土足で入ってきたベムとベラを泥棒と誤解する。
感情の起伏が激しく涙もろい面もあるが、気立ては良く、何かを調べているらしいベムたちの職業を探偵と思い込み、役に立とうと自分なりに考え手助けする。東郷を尾行し、彼の罠から夏目家を救う。
緒方 晋作（おがた しんさく）
演 - 柄本明（特別出演）
緒方家の祖先に当たる生物学者。異端の学者で、人間を創り出す研究を行っていた。
ベムたちは新聞の切り抜き記事の彼の写真だけを頼りに、人間になる方法を知っているのではないかと彼を何十年も探していた。 子孫の浩靖によりその素性が明らかになり、廃研究所が見つかる。
甦ったベムの記憶では優しい人物であったが、心臓が弱く志半ばで絶命し、その肉体は自ら生み出した生命体に乗っ取られ名前の無い男に変貌。後に生命体が死んだことで元の遺体に戻り、最後には崩れ去る廃研究所の中で生命体と運命を共にする。

### その他
名前の無い男
演 - 柄本明（特別出演）
物語に起こる事件の裏で暗躍する謎の男。赤みがかった肌にベムと同様のステッキ（このステッキの能力はベムにも影響を与えることが出来る）を所持し、原作の人間態のベムに似た風貌・服装をしている。ベム・ベラ以上の感度を持つ感覚神経や、彼らと同じ常人とは思えない治癒能力、盗み聞きしていた夏目刑事の背後に突然現れる瞬間移動能力など不可解な力を持つ。ベムたちの能力では、見つけ出すことが出来ない。
恨みや憎しみなど、心に闇を抱えた人間に接触してはその人間の本心を語り、「目が乾いている」として対象の眼球から奇怪な緑色のスライム状の物体を寄生させる。寄生された人物は心の闇が増幅し、より過剰なレベルの犯罪を引き起こすが、ベムたちに倒された後に人間の心を取り戻すと、流した涙とともに緑の物体も浄化され、寄生されていた間の記憶が欠落してしまう。
その正体はベムたちと同時に誕生したもう1体の妖怪人間で、「善の心」を持つ彼らとは対を為す「悪の心」そのもの。自身の本質ゆえに人間の欲望に反応し、上記のように他者の悪事を加速させるのは「心を解放する彼らへの救済」だと主張する。緒方博士に似た姿をしているが、正体は緑色の液体生命体で、活動するために博士本人の亡骸を拠所としていた。
作中ではベムたちとのニアミスが多かったが、終盤でついに彼らと接触し、自分が全ての事件の元凶であったことを語る。自身も人間になるために、妖怪人間が人間になる方法として「善・悪両方の心を共有する」、すなわち自分との融合を迫るが、葛藤の末に「人間を守る妖怪人間」として生きていく道を選んだベムたちが決別を選択し、彼の杖で突き刺されたことで絶命。最期には自分に死を与えた感謝と、二度と人間になれなくなったベムたちに哀れみの言葉を吐き捨て、崩れ去る廃研究所の中で博士の遺体と運命を共にする。
劇場版では幻影となってベムの前に再び姿を現わす。
辻 尚樹
演 - 永岡佑
浅津警察署、夏目の後輩刑事。彼が事件を次々と解決していくが、その際に化け物によって解決したと述べる彼を謙遜も続けば嫌味になると忠告する。短気な性格で、取り調べで容疑者と何度も衝突しそうになり、そのたびに夏目に諫められている。夏目を慕っており、事件の際には彼と行動を共にすることが多く、最終話では、犯人を追いかける際に彼の真似をしてチョコレートを食べていた。

### ゲスト

#### 第1話
畑山 悟（はたけやま さとる）
演 - 光石研
夏目の先輩刑事。夏目を可愛いがり、刑事のいろはを教える。5年前、息子の孝則を同級生のいじめによる自殺で失う。教会で祈っているところを名前の無い男に寄生され、自殺に見せかけて松下を殺害し、同様の手口で岡田を殺そうとする。優以を誘拐して、夏目に岡田を連れてくるように指示するが、ベムたちに阻まれる。気絶した際に流した涙がベロの腕に落ち、その部分が人間の腕になったため、これ以降、ベロが人間の涙を集めるようになる。逮捕された際に、名前の無い男に寄生されたことを思い出したが、そのことは自白せず、代わりに「犯行は俺の本心だ。」と自白した。
岡田
演 - 中村倫也
何者かに屋上から吊るされ、間一髪のところをベムに救われる。再び畑山に殺されかけるもベムに救われる。
松下 哲（まつした てつ）
演 - 笠井しげ
岡田と高校の同級生。「岡田を吊るしたのは自分だ」と遺書を残し、不可解な自殺を遂げる。
少女
演 - 吉村唯
強盗犯人から妖怪人間に助けてもらう。
強盗犯人
演 - 中村浩二
人質を取って立てこもり、さらには警察が要求に応えないことに苛立つと見せしめと称して人質を殺そうと目論んだが、直後に妖怪人間によって排除される。
村の農民
演 - 田村泰二郎、兒玉宣勝
ベムの何十年も過去の回想場面に登場。最初は親切な温かい心でベムたちに接するが、その正体を知るや態度を一変させ、村ぐるみで排斥行動に出る。
夏目の先輩刑事
演 - 田口主将
仮眠していた夏目を、岡田が病室にいないことを理由に叩き起こした。

#### 第2話
神林 輝夫（かんばやし てるお）
演 - 風間俊介
コンビニのアルバイト店員。大学に進学するが就職に失敗し、一生アルバイト生活から抜け出せないのではないかと不安に思ってい、悪口や愚痴を紙に書いてストレスを発散する。
コンビニへ押し入った強盗をカラーボールで撃退し表彰されたことを忘れられず、違う自分に変わりたいという一心で、夜な夜な怪物コスチュームを身にまとって町へ繰り出し「悪者(酔っ払いやポイ捨てをした人)」を発見してはネットランチャーで捕らえカラーボールを何個も投げつける。ベムに阻まれた後に改心し、怪物コスチュームを焼いている際に名前の無い男に寄生される。ビールの缶を捨てた新井にカラーボールと鉄球を投げる。小春を襲撃しようとしてベムたちに阻まれ、逃走する。その際に、夏目に追われて工場に逃げて、夏目に大量の鉄パイプを落とすが、ベムに阻まれる。最終的に、３人をフォークリフトを使ってコンテナで押し潰すが、返り討ちにあって、気絶する。その際に、流した涙をベロに回収される。
新井 昌樹（あらい まさき）
演 - 松永隼
高卒のコンビニ店員。就職浪人中の神林を馬鹿にする。ビール缶を捨てたことで神林に襲撃されて、意識不明の重体になる。
小春をバカにするクラスメート
演 - 金澤美穂、森島緑、塚田帆南、原田善友
教室でいつも独りでいる小春を邪魔に思っており、彼女の近くで陰口を叩き、堂々と「あんたがいなくなっても誰も悲しまない」と嘲笑う。その後、ベラを通して一途な気持ちになった小春が歌を歌った時もそれに驚きつつも、彼女に対する態度を改めることなく「ダサい」と呟いた。
コンビニの店員
演 - 有山尚宏
神林が起こした事件で、夏目と辻から事情を聞かれる。
謎の通り魔のターゲット
演 - 久保貫太郎、滝澤晴幸
酔っぱらいやタバコの吸殻を捨てるといった簡単な理由で神林に襲われる。

#### 第3話
和久井 忠雄（わくい ただお）
演 - 平田満 （青年時代：奥村知史）
天涯孤独の老人。
50年ほど前、工場の経営苦で自殺しようとしたところをベムたちに助けられる。しかし一度は持ち直した工場は結局倒産し、妻に先立たれた上にがんで余命半年を宣告され、生きる気力を失い再び死を選ぼうとして、ベムたちに阻まれた。自分の願望（やりたいこと）をノートに書き込んでおり、今回の自殺もそのノートに書いた「死にたい」という願望から実行に移した。熊川に鞄を奪われて、殺されかけるが、ベムたちに助けられる。その後、鞄は燃やされてしまうが、ベムたちに返される。
ベムが正体を打ち明けても少しも動じずに受け止め、最後にはそのノートを自分の願望（やりたいこと）のひとつであるバイク便を使ってベムたちに託し、ベムたちのお陰で心から救われたと感謝し、自分はベムたちに頼らず生きることを決め、旅に出るために街を去っていった。
熊川 浩二（くまがわ こうじ）
演 - 細田よしひこ
「年金を貯めこんでいそうだから」という理由で、老人ばかりをバイクで狙うひったくり犯。和久井のバッグを狙うもベムに阻まれ失敗し、その後、名前の無い男に寄生される。それを根に持ち、和久井のアパートに侵入しバッグを強奪し、金目の物が無いことに腹を立て、ベムたちに追い詰められた時に開き直ってバッグに火をつける。これによって、ベムたちを怒らせ、一撃で倒される。
和久井の工場の従業員
演 - 嶋崎伸夫、迫田孝也
ベムたちの何十年も過去の回想場面に登場。駐在がみた化け物の噂話をしていた。
引ったくり犯被害者
演 - 五月晴子
熊川が起こした事件の被害者。若いころにバイク乗りと付き合っていたため、バイクに詳しい。熊川が使っているバイクの車種を特定し、病室で夏目と辻に話す。

#### 第4話
朝比奈 光（あさひな ひかり）
演 - 紺野まひる
ベロが偶然出会った女性。独り身のまま経理の仕事一筋に生きて来た。指に染み付いた紙幣の匂いを嫌悪している。酔っぱらった際に、職務質問を受けていたベロを連れ込んでしまう。
家出したベロとは本当の親子のように心が通い合うが、その正体は幸せな家庭を憎み家に火をつけて回る放火魔だった。自宅に居候したベロの事を考えて放火を辞めようとするが、その際に名前の無い男に寄生される。ベムとベラに追い詰められた際に自分を庇って変身してしまったベロを気味悪がり、スコップで殴ろうとするが、ベムの咆哮によって気絶する。取り調べの際に、名前の無い男に声をかけられた後の放火は記憶にないが、それ以前の放火は自分がやったと認め、ベロが貼った絆創膏に手を当てて、涙した。
交番の警官
演 - 藤本浩二
家出して夜の街を歩いていたベロに職務質問するが、特に犯罪へ繋がる情報は得られなかった。
光の放火のターゲットにされた一家
演 - 小村裕次郎、いせゆみこ、田中奏生

#### 第5話
篠山 豊（しのやま ゆたか）
演 - 斎藤工（幼少期：岸靖人）
連続警察官暴行事件の犯人。家庭内暴力をふるっていた父親を刺殺し服役していた。当時、そのことを警察に相談したが、「そんな家に生まれた自分の運が悪かった」と軽くあしらわれたことを恨み、連続で警官を襲い、現場にサイコロを残すという犯行を繰り返してきた。過去のことを自宅で回想しているときに、名前の無い男に寄生される。警察署を訪れ、次の標的を夏目に定め、彼を尾行する。その際、別の警察官に尾行されて声をかけられたため、彼を襲撃し、後にモンキースパナで頭を殴打し、拳銃を奪う。その後、ベムたちを追って家を出た夏目に出くわし、拳銃を使って彼を追い込む。拳銃を使ってベムたちと戦うが、ベロの頭突きを喰らって気絶する。
篠山の両親
演 - 吉増裕士、ひがし由貴
父親は「運ではなく実力で人生をつくる」という考えで豊を育てており、後に経営していた会社が倒産した際には「こうなったのは自分の責任じゃなく運が悪かったせい」と思い込み、母親に暴力を度々振るうようになるが、最終的には暴力に悩んでいた豊に刺殺された。
篠山が家庭内暴力を相談したときの警官
演 - 政岡泰志
篠山の相談に応じたが、「そんな家に生まれた自分の運が悪かった」と彼を軽くあしらった。
篠山に襲われる警官
演 - 藤本悠輔、池口十兵衛
篠山の相談を軽くあしらったため彼が事件を起こすきっかけを作り、後にモンキースパナで頭を殴打され重傷を負う。また、もう一人は、篠山を犯人であると思って尾行し、彼に声をかけるが、モンキースパナで頭を殴打されて拳銃を奪われる。
捜査本部幹部
演 - 加藤満
篠山が起こした事件を夏目たちに話す。

#### 第6話
大久保 一（おおくぼ はじめ）
演 - 田中哲司（ - 第8話）
水質管理システムの研究者。ふとしたきっかけで出会ったベラは臆病で不器用ながら朴訥な優しさを持つ彼に惹かれてゆくが、実は5年前に多数の死者を出す爆発事故を引き起こしており、誠もその犠牲者の一人だった。事件のことを後悔して、東郷に励まされる。二度にわたって藤原を襲撃しようとするが、何れも失敗に終わる。(一度目は襲撃を目撃されて逃走。二度目はベムに阻まれる。)その後、ベラに促され、自首するために警察署に向かう際に名前の無い男に寄生され、ベラを襲撃する。その後、藤原に金を渡すと見せかけて彼を襲撃するが、ベムたちによって阻まれる。その際、流した涙がベロに落ちる。取り調べでは、名前の無い男に声をかけられた後は記憶にないが、藤原を襲撃しようとしたこと、５年前の爆発事故を自分が起こしたと自供した。その後の取り調べで、東郷が爆発事故に関わっている可能性を述べた。
東郷 修市（とうごう しゅういち）
演 - 古舘寛治（ - 第8話）
大久保の同僚。苦悩する大久保を「お前はもう十分に苦しんだ」と激励する。
名前の無い男に「あの爆発事故は仕組まれたもの」と告げられた夏目が大久保に聴取した結果、操作ミスが起こる可能性は極めて低く、もし爆発を人為的に起こせるとしたらシステムを熟知している東郷だけであることが判明する。夏目から事情聴取を受けたため、捜査の手が伸びてきたことに焦り、夏目を襲撃し入院させる。その際に、自分の衣服のボタンを奪われる。入院中の夏目と一度接触し、退院した彼から詰め寄られる。その後、名前の無い男と再会し、爆弾で夏目一家を殺そうとするが、日出美に阻まれる。そして、再び家族を殺されかけたことに怒る夏目に追い詰められた彼の口から、あの爆発事故は大久保の才能を妬んで彼を殺そうと自分が仕組んだもので、誠は巻き添えになっただけという真相を明かす。ベムに首を絞められかけたが、ベロに制止された際に逃走を試み、ベラに突き飛ばされて気絶した。その後、涙がベロの腕に落ちた。
藤原 裕之（ふじわら ひろゆき）
演 - 久松信美
大久保の同僚。罪の意識に耐えかねた大久保から事故の原因が自分だと告白される。それをネタに彼を脅迫し大金を強請り取ろうとする。何者かに襲われるが、右手首の火傷の跡を見て、大久保に襲われたことを確信し、彼に恐喝の電話をかける。大久保から金をもらい、襲われかけて逃走するが、変身前のベロに頭突きされて気絶する。

#### 第7話
山田 幸平（やまだ こうへい） / 鷹山（たかやま）
演 - 綾野剛（幼少期：小林海人）
窃盗常習犯の若者で、署内でも有名。チンピラたちの金を盗み、そのチンピラたちに襲われていたところを事情を知らないベムに救われる。その時は自身を救ってくれたベムを「兄貴」と呼び慕った。ペン回しが上手い。ベムたちを追って夏目家の家に上がり込み、金を盗んだが、ベムたちに見つかって返金する。その後、夏目が自宅に押し掛けて彼に声をかけるが、追い出される。
幼少のころ、父親に突き飛ばされて出来た額の傷跡が今でも残っている。父親が家庭を顧みないようになり、両親は離婚。母は昼夜問わず息子のために働き5年前の爆発事故で帰らぬ人となる。すっかり人間不信に陥った彼は、悪いのは全て父親のせいだと殺意を抱くまでになるが、ベムから「逃げるのはやめろ」と諭され父親に歩み寄ろうと試みるが、父親が危害を加えられるのを恐れて自分を忘れているふりをしたことに気づいて、彼を暴行。その後、名前の無い男に寄生されて、父親を追い詰めるが、ベムたちと夏目に阻まれ、夏目を刺そうとするが、ベムの咆哮で気絶する。その際、流した涙がベムの腕に落ちる。取り調べで、夏目から優以がペン回しを練習していること、穴の開いた彼のマフラーを預かっているから、自分で取りに来るように言われ、苦笑しながらも涙を浮かべた。「山田」は母親の旧姓、しばしば名乗る「鷹山」という偽名は幼少のころ好きだった野球選手の名前である。
飯塚 義明（いいづか よしあき）
演 - 佐戸井けん太
山田の入院中の父親。自分勝手な上に、無責任な傾向がある。母親に暴力を振るい、止めに入った息子の幸平に大怪我をさせ、それを見て「面倒臭い」と捨て台詞を残し、家を出て行く。山田が成長した後は経緯は不明だが、入院している。
成長した山田が自分の前に現れた時、顔は憶えていなかったが、自分が付けた額の傷跡により息子であると分かり、その後は復讐を恐れ他人のふりをしていた。その本心を偶然知ってしまった息子に殴られ、名前のない男に寄生された息子に殺されかけるも、ベムたちに救われた。その後、息子との思い出のホームランボールをベムから渡されるが、殺されかけた恐怖からか息子を拒絶するかのように「そんなもん捨ててくれ」と言い放ち、結局受け取らなかった（結果、今度は怒りを露わにしたベラとベロに殺されかけるが、人間を信じるという決心に身をゆだねたベムが制止したため事なきを得ている）。
山田の亡き母親
演 - 安澤千草
昼夜問わず息子のために働き、どんどんやつれていく。5年前の爆発事故で死亡する。
山田を襲うチンピラ少年
演 - 長部努
山田から金を奪われ、取り返すために彼を追いかけるが、二度ともベムたちに止められる。

#### 第9話
鉈を振り回して暴れる農民
演 - 井川哲也
過去の回想場面に登場。住んでいる村で住民に差別され、名前のない男に寄生されて怒りを爆発させる。
夜廻り中の農民
演 - 渡部遼介、西田清史
過去の回想場面に登場。

#### 第10話
長谷川 智樹（はせがわ ともき）
演 - 貴山侑哉
強盗主犯格。名前の無い男に声をかけられたが寄生されなかったため、ベロの腕に涙が落ちても、鱗が人間の皮膚にはならなかった。
田丸 信二（たままる しんじ）
演 - 弓削智久
吉村 清（よしむら きよし）
演 - 兼松若人
強盗仲間
演 - 荒澤雄太、伊藤毅
それぞれ自分の境遇を恨み人生をやり直したいと願っている。現金輸送車を襲撃して大金を強奪するも、警察に追われコンサートホールに逃げ込み、夏目・緒方家一同を含む観客たちを人質に取るが、ベムたちによって倒されてしまった。

### スーツアクター
- 伊藤慎
- じゃーじー真輝糸洲
- 宮木ヨシオ
- 佐野弥生

## スタッフ
原作 - アサツー ディ・ケイ
脚本 - 西田征史
音楽 - サキタハヂメ
TD - 久坂保
C.CAM - 迫信博
撮影 - 坂本誠、東田博史、黒羽一也、
照明 - 徳永博一、小島康雄、大前英樹、高橋清隆、本木卓
音声 - 岡田平次、毛利太郎、才田慶、吉田航
VE - 作田和矢
VTR - 下村顕子
編集 - 古屋信人、山下和夫
サウンドデザイン - 石井和之
音響効果 - 上田恵理香
ロケ技術 - 佐藤博文
技術デスク - 吉野誠
タイトルバック/VFX - 熊本直樹、竹久正記
VFXディレクター - 坂本親則
VFXスーパーバイザー - 木村康次郎
CG/ディレクター - 毛利裕一郎
マットペイント - 木村俊幸
CGプロデューサー - 小嶋寛郎
特殊メイク - 梅沢壮一
アクションコーディネイト - 野口彰宏（アルファスタント）
演出 - 狩山俊輔、佐久間紀佳、浅見真史
ナレーション - 小林清志
プロット協力 - 吉田恵里香
助っ人 - さかいあお
OP・VFX： - 熊本直樹、竹久正記
スタイリスト - 中兼英朗
ワイヤーセッティング - 佐々木俊宜
宣伝 - 満松隆一郎
スチール - 酒井博
宣伝デザイン - 高梨貴、関口憲司
電波PR - 中田直樹
編成 - 脇山浩一
シニアチーフクリエイター - 櫨山裕子
プロデューサー - 河野英裕、原藤一輝（ジェイ・ストーム）、大倉寛子、小泉守（トータルメディアコミュニケーション）
アシスタントプロデューサー - 萩原真紀
スケジュール - 柿沼竹生
助監督 - 松山雅則
制作担当 - 千葉耕造
制作協力 - トータルメディアコミュニケーション
製作著作 - 日本テレビ

## 主題歌
オープニング
- 「妖怪人間ベム」

作詞：アサツーディ・ケイ / 作曲：田中正史 / 編曲：サキタハヂメ / 歌：ベム、ベラ、ベロ (亀梨和也、杏、鈴木福)
基本的には1番の歌詞だが、第4話・第5話では2番、第7話・第8話では3番の歌詞となっている。
エンディング
- KAT-TUN 「BIRTH」（J-One Records）

## 放送日程
| 各話                                                       | 放送日         | サブタイトル                                             | 演出       | 視聴率 |
| ---------------------------------------------------------- | -------------- | -------------------------------------------------------- | ---------- | ------ |
| Episode 1                                                  | 2011年10月22日 | 悪を倒し闇に隠れ生きる妖怪が今甦る! はやく人間になりたい | 狩山俊輔   | 18.9%  |
| Episode 2                                                  | 10月29日       | 涙の秘密…人間になれない連続通り魔                        | 狩山俊輔   | 17.1%  |
| Episode 3                                                  | 11月05日       | 絶対死なせない! 人間を守る妖怪の正体                     | 佐久間紀佳 | 15.8%  |
| Episode 4                                                  | 11月12日       | オイラが守る…放火魔にベロ涙の変身!                       | 佐久間紀佳 | 16.7%  |
| Episode 5                                                  | 11月19日       | ベムベラベロ誕生の秘密…さよなら妖怪                      | 狩山俊輔   | 16.2%  |
| Episode 6                                                  | 11月26日       | 臆病者に恋したベラ 爆破事件の犯人は彼                    | 浅見真史   | 14.3%  |
| Episode 7                                                  | 12月03日       | 産みの親についに再会…もうすぐ人間に                      | 狩山俊輔   | 14.9%  |
| Episode 8                                                  | 12月10日       | 善良刑事の復讐…! もう一人の妖怪の罠                      | 浅見真史   | 13.9%  |
| Episode 9                                                  | 12月17日       | 人間になるか? 妖怪のままか? 最終決断                     | 狩山俊輔   | 13.2%  |
| Episode Final                                              | 12月24日       | さよならベム・ベラベロ…人間になれるのか!? 最後の大決闘!! | 狩山俊輔   | 14.5%  |
| 平均視聴率 15.6%（視聴率は関東地区・ビデオリサーチ社調べ） |                |                                                          |            |        |

- Episode 1とEpisode Final共に15分拡大
- 視聴率は、『デカワンコ』以来となる全話2桁となった。また、平均視聴率が15％越えは『ごくせん第3シリーズ』以来となった。

## 受賞歴
- 第49回ギャラクシー賞 マイベストTV賞第6回グランプリ（2012年）[6]
  - 2011年12月度月間賞
- 第71回ザテレビジョンドラマアカデミー賞[7]
  - 主演男優賞 - 亀梨和也
  - 助演女優賞 - 杏
- 第15回日刊スポーツドラマグランプリ（2011年度）[8]
  - 作品賞
  - 主演男優賞 - 亀梨和也
  - 助演女優賞 - 杏
  - 助演男優賞 - 鈴木福
- 2012年日本民間放送連盟賞 テレビドラマ種目 優秀賞[9]
- 東京ドラマアウォード2012
  - 連続ドラマ部門優秀賞
  - 助演女優賞 - 杏

## CD
2011年11月23日（水）に『妖怪人間ベム オリジナル・サウンドトラック』が発売された。
収録曲
1. オープニング
2. 気づき1（祈り）
3. 妖怪人間ベム2011組曲（プロローグ〜希望〜ここはどこ？〜異形の愛）
4. 気づき2（幻）
5. 希望1（悦びの日まで）
6. 希望3（小さな手）
7. たくらみ
8. 逃げる
9. 日常1（いたずら）
10. 恐怖strings
11. ベノムソング
12. 異形の愛2（夢）
13. 異形の愛4（胸騒ぎ）
14. 異形の愛3（あの頃）
15. 悲しみ1（失望）
16. 悲しみ2（悪の影）
17. 悲しみ3（孤独）
18. 追う
19. 日常2（のらり）
20. 日常3（くらり）
21. 不穏組曲
22. 妖怪セッション（現れ消えて、そしてまた）
23. なりたいのうた
24. 何か
25. 異形の愛1（いつかきっと）
26. 希望2（嬉しさ）
27. 妖怪人間ベムのテーマ（inst）

## 備考
- ベラ役の杏は最終回の撮影中同局のバラエティ番組『ぐるぐるナインティナイン』に中継で出演していた。撮影終了後杏はベラのメイクと衣装のまま特設ゲートへ移動、人気企画『グルメチキンレース・ゴチになります!13』の新メンバーとしてお披露目された。
- 同クールに『水曜ドラマ』で放送された『家政婦のミタ』では、両作のスタッフが相談し、本作品に登場する警察署を『ミタ』側でも登場させている。本作品と『ミタ』の世界は近所との設定もある（2011年12月19日放送の『ヒルナンデス!』より）。
- ドラマ『ゴーストママ捜査線』の7話でベム・ベラ・ベロのイラストが飾られている。
- 2017年8月27日放送の『24時間テレビ』では亀梨と鈴木がベムとベロの衣装を着てOP「妖怪人間ベム」を披露、ステージバックのスクリーンにはアニメ版『ベム』（1968年版）も映された。なお、ベラは椿鬼奴が担当した[10]。
- フジテレビ系列にて放送されていたバラエティ番組『めちゃ×2イケてるッ! 』の2011年12月10日に放送分のスペシャルにて「後悔人間へム」という題で本ドラマのオープニング映像をパロディ化したものが放送された。オープニング内ではへム・へラ・へロというベム・ベラ・ベロのようなキャラが登場し、へムは岡村隆史、へラは重盛さと美、へロは三中元克が演じていた。

## 映画
『映画 妖怪人間ベム』のタイトルで2012年12月15日に日本公開。映画版は完全オリジナルストーリー。この映画は最終章という位置づけである。
全国331スクリーンで公開され、2012年12月15・16日の初日2日間で興収2億632万5,850円、動員17万5,438人になり、映画観客動員ランキング（興行通信社調べ）で初登場第2位となった。
キャッチコピーは「これで終わる。」、「人間か、妖怪か。決着をつける時がきた。」

### あらすじ（映画）
”名前のない男”との最後の戦いで、人間になることよりも“人間を守って生きていく”ことを選んだベム・ベラ・ベロは夏目たちの前から姿を消した。あてのない旅を続けていた3人がたどり着いた海沿いの街はかつてベムたちが来た街であり、そこでは怪事件が起きていた。被害者は大手製薬会社MPL製薬の社員たちだった。
事件の謎を追うベムの前に倒したはずの“名前のない男”が幻として、再び姿を現すようになり、ベロは右脚の不自由な少女・上野みちるに恋をする。
みちるの父親はMPL製薬の新薬開発研究者・上野達彦で、かつて“名前のない男”に操られた男に誘拐され、ベムたちに命を救われた少年であった。
母親・上野小百合は数年前の自動車事故で行方不明だったが、実は新薬の薬害を公表しようとして仕組まれた事故で生死の境をさまよい、達彦が持っていた不思議な力をもつ葉を絞ると復活をするが、“人間妖怪”とも呼ぶべき異形な存在になっていた。
MPL製薬への復讐を決意するが、力を使えば使うほど、小百合の体を蝕み、コントロール不可能な巨大な植物に増殖し、ベムたちと戦い敗れ、元の姿に戻るが…。
“枯れない葉”、“新薬開発”、“小百合の妖怪化”から、ベムたちは人間になれる唯一の方法を知るが、人間になれば妖怪の力を失ってしまう。「助けを必要とする人間がいる限りは」といって遠くへ去る。「世界に悪はなくならない」という“名前のない男”に対して「この手を止めたりはしない」と誓う。

### 映画オリジナルキャラクター
上野 小百合（うえの さゆり）
演 - 観月ありさ
みちるの母で本作のキーパーソン。数年前のある事故まではMPL製薬の研究者だった。
数年前のある日、会社に仕組まれた事故で命を落とすが、達彦が飲ませた緑色の葉の力で復活するものの、右腕が異形の姿に変貌してしまい、それ以来家族の元を離れて一人暮らしているが、同時に加賀美以外の社員たちを次々と襲っている。
上野 達彦（うえの たつひこ）
演 - 筒井道隆（幼少期 - 須田瑛斗）
みちるの父。MPL製薬の研究者。
小学生のころ、名前のない男に寄生された男に誘拐され、殺されかけたところをベムたちに助けてもらった過去を持つ。しかしその時駆け付けた警官たちはベムたちを犯人と誤解、達彦自身もベムたちの変身した姿を目撃するが、彼らを偏見することなく命の恩人として感謝の念を抱いており、「優しい化け物さん」と呼んでいる。その後、逮捕された犯人が流した緑色の涙で蘇った緑色の葉をお守りのように持ち歩き、その葉について研究したい強い気持ちから、現在の職に就いた。
数年前、会社に仕組まれた事故で命を落とした小百合を救うために緑色の葉の液体を飲ませるも、彼女を異形の姿に変貌させてしまう。みちるには「母は事故で死んだ」と伝え、小百合には遠くから娘の成長を伝えたり、写真を置いていくなどと、彼女のために尽くしてきた。
上野 みちる（うえの みちる）
演 - 畠山彩奈
達彦と小百合の娘。小学2年生。
数年前の事故で右足に障害を持つ。ベロの初恋の相手。父からは過去にベムたちに助けてもらった幼いころの話をよく聞いており、みちる自身も父を救ってくれたベムたちを「パパを助けてくれた優しい化け物さん」と呼び慕っている。
加賀美 正輝（かがみ まさき）
演 - 中村橋之助
MPL製薬の社長。上野家の事故を仕組んだ張本人であり、本作品の黒幕的存在。
表向きは「多くの人の命を守る」と豪語するが、達彦が見つけた葉を基に作られた薬の副作用を知りながら、その事実を伏せて患者に使おうとするなど、自分の手を汚してでも目的を達成しようとする卑劣漢。
みちるを拉致し、助けに来た達彦をも捕縛し始末しようと小百合と対峙する。事件終息後、副作用隠蔽の罪で逮捕された模様。

### 出演
- ベム - 亀梨和也 (KAT-TUN)
- ベラ - 杏
- ベロ - 鈴木福
- 名前の無い男 - 柄本明（特別出演）
- 緒方小春 - 石橋杏奈
- 辻尚樹 - 永岡佑
- 夏目優以 - 杉咲花
- 夏目菜穂子 - 堀ちえみ
- 町村日出美 - 広田レオナ
- 緒方浩靖 - あがた森魚
- 夏目章規 - 北村一輝
- 上野みちる - 畠山彩奈
- 加賀美正輝 - 中村橋之助
- 上野達彦 - 筒井道隆
- 上野小百合 - 観月ありさ
- ナレーター - 小林清志

### スタッフ
- 監督 - 狩山俊輔
- 原作 - アサツー ディ・ケイ
- 脚本 - 西田征史
- 音楽 - サキタハヂメ
- 製作指揮 - 城朋子、佐野譲顕、藤島ジュリー景子
- 製作 - 奥田誠治、中村浩子、和田修治、市川南、伊藤和明、由里敬三、小泉守、藤門浩之
- エグゼクティブプロデューサー - 櫨山裕子
- Co.エグゼクティブプロデューサー - 藤本鈴子、神蔵克
- プロデューサー - 河野英裕、大倉寛子、原藤一輝、小泉守、田中正、畠山直人
- 撮影 - 迫信博
- 照明 - 徳永博一
- 録音 - 甲斐匠
- 美術 - 内田哲也
- スタイリスト - 中兼英朗
- 特撮監修 - 岡野正広
- VFXプロデューサー - 熊本直樹
- 特殊メイク・造形 - 梅沢壮一
- 音楽プロデューサー - 石井和之
- 美術プロデュース - 小池寛
- 美術進行 - 今村文孝
- アクションコーディネーター - 野口彰宏
- 編集 - 上野聡一
- 記録 - 舘野弘子
- スケジュール - 浅見真史
- 助監督 - 松山雅則
- 制作担当 - 木村利明
- 企画協力 - ジェイ・ストーム
- 制作プロダクション - 日活、トータルメディアコミュニケーション
- 配給 - 東宝
- 企画・製作幹事 - 日本テレビ放送網
- 製作 - 「映画 妖怪人間ベム」製作委員会（日本テレビ放送網、ジェイ・ストーム、アサツー ディ・ケイ、東宝、バップ、日活、トータルメディアコミュニケーション、讀賣テレビ放送、札幌テレビ放送、宮城テレビ放送、静岡第一テレビ、中京テレビ放送、広島テレビ放送、福岡放送、日本テレビ系全国28社）

### テレビ放送
| 回数 | テレビ局   | 番組名（放送枠名） | 放送日         | 放送時間      | 放送分数 | 視聴率 |
| ---- | ---------- | ------------------ | -------------- | ------------- | -------- | ------ |
| 1    | 日本テレビ | 金曜ロードSHOW!    | 2015年1月9日   | 21:00 - 22:54 | 114分    | 11.0%  |
| 2    | 日本テレビ | 映画天国           | 2017年12月25日 | 25:59 - 27:58 | 119分    | 1.5%   |

- 視聴率はビデオリサーチ調べ、関東地区・世帯・リアルタイム。